# Jan Pieterszoon Dou
Jan Pieterszoon Dou (* 1572 oder 1573 in Leiden; † 5. August 1635) war ein niederländischer Landvermesser und Mathematiker.

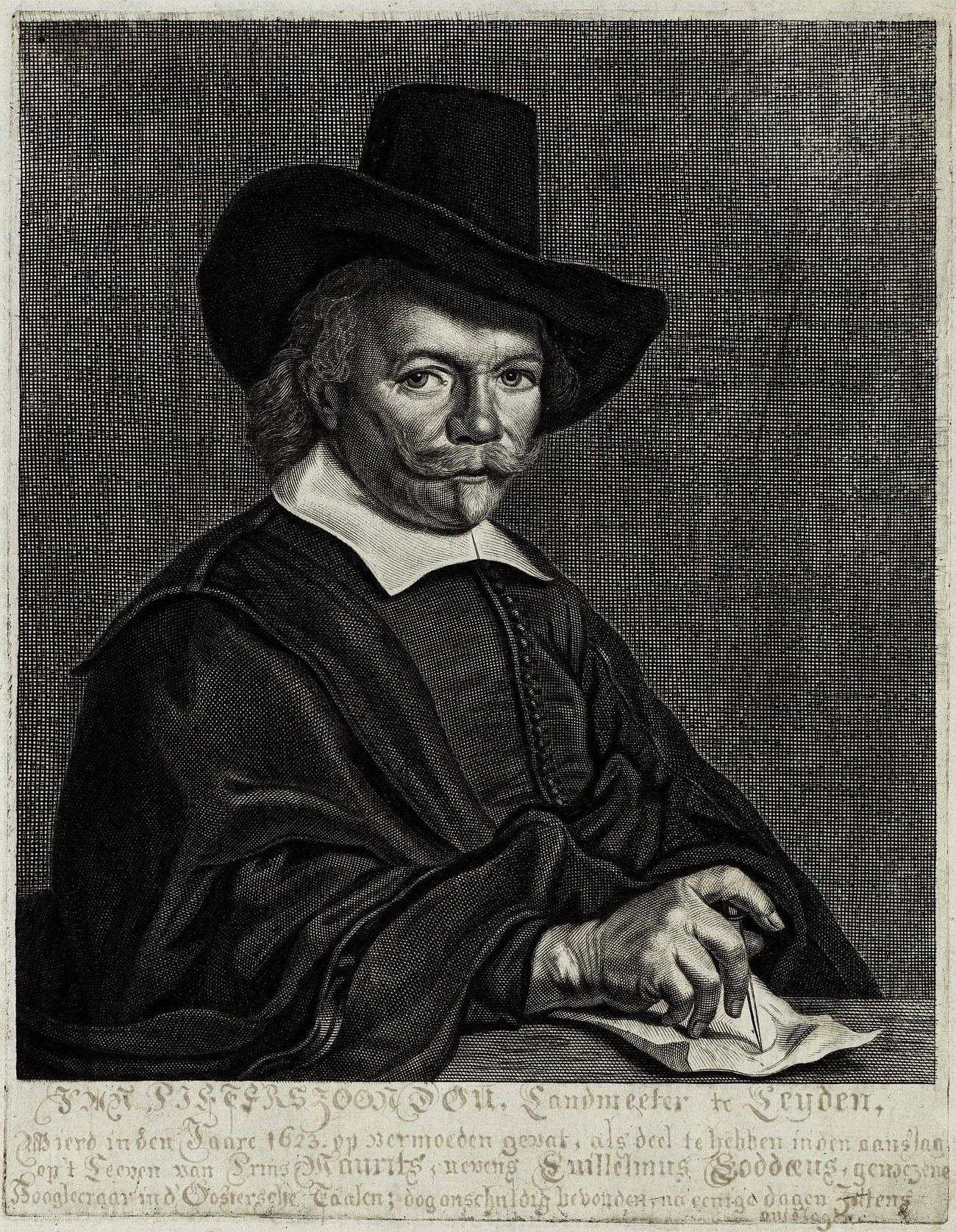
Jan Pieterszoon Dou von Reinier von Persijn, 1. Hälfte 17. Jahrhundert

## Leben
Er war der Sohn eines Küfers (Pieter Adriaensz. oder Arentsz.). Über seine Ausbildung ist nichts bekannt, doch wurde er schon 1590 als Assistent des Landvermessers Pieter Bruyns erwähnt und Hersteller von Karten des Rijnland (ein Gebiet südwestlich Amsterdam das Leiden und Haarlem umfasst) mit Hollandse IJssel und Haarlemmermeer. Er war offizieller Landvermesser des Wasserverbands Rijnland und der Stadt Leiden und in Leiden auch für die Messung der Weinfässer zuständig und in der Bürgerwehr. Von ihm sind über 1150 Karten bekannt. Er machte auch 1611 Pläne für die Stadterweiterung von Leiden. Er war 1608 an Trockenlegungsmaßnahmen der Beemster beteiligt und an Plänen zu einem Kanal vom Hochmoor de Peel zur Maas sowie verschiedenen Deichbaumaßnahmen und Maßnahmen zur Eindeichung von Poldern (wie beim Soetermer). 1619 kam er mit der Obrigkeit in Konflikt, da man ihm vorwarf, den zu den Remonstranten gehörigen Prediger Adriaan van den Borre (1565–1630) unterstützt zu haben. Damals gab es einen heftigen Streit in der reformierten Kirche zwischen Remonstranten (Arminianer), die schließlich unterlagen, und Contraremonstranten (Franciscus Gomarus) der reinen calvinistischen Lehre, was auch politische Auswirkungen hatte. Ihm drohte Ämterverlust und Verbannung aus Leiden, wegen seiner Verdienste als Landvermesser und Geometer kam er aber noch einmal davon. Er wurde auch nach dem Anschlag auf Prinz Maurits 1623, den man den Remonstranten zur Last legte, kurz verhaftet und dabei scharf befragt. Danach erhielt er aber wieder Aufträge von der Stadt. Er starb 1635 in der Pestepidemie in Leiden, die über 10.000 Tote forderte. Teilweise wurde die auf den mangelhaften Zustand der Grachten zurückgeführt, an deren Sanierung er gearbeitet hatte.
Neben seiner Arbeit als Landvermesser studierte er als junger Mann Arithmetik und Geometrie als Autodidakt aus Büchern und in Privatunterricht bei Symon Fransz. van Merwen, der an der Ingenieursschule der Universität Leiden lehrte. Er schrieb Bücher über die Praxis der Landvermessung und Geometrie. 1606 gab er die erste niederländische Ausgabe der ersten sechs Bücher der Elemente von Euklid heraus, in ziemlich freier Übertragung. Als Vorlage verwendete er die deutsche Ausgabe Guilielmus Xylanders (auch schon sehr frei unter Weglassen der Beweise) und eine französische Ausgabe von Errard de Bar-le-Duc. Seine Euklid-Ausgabe erlebte viele Auflagen und wurde viel als Schulbuch verwendet.
Die erste vollständige niederländische Ausgabe besorgte Claes Jansz Vooght 1695. Dazwischen veröffentlichte auch Frans van Schooten 1617 (von 15 Büchern der Elemente) eine niederländische Ausgabe (erweitert 1662 von Jacob van Leest).
Er erfand um 1610 ein Instrument für die Landvermessung, den Holländischen Zirkel, ein Vollkreis mit 20 bis 30 cm Durchmesser, (auch dezimaler) Gradeinteilung und Visieren sowie Kompass (an dem Höhe, Sinus, Kosinus ablesbar waren), der sowohl horizontal als auch vertikal benutzt wurde.

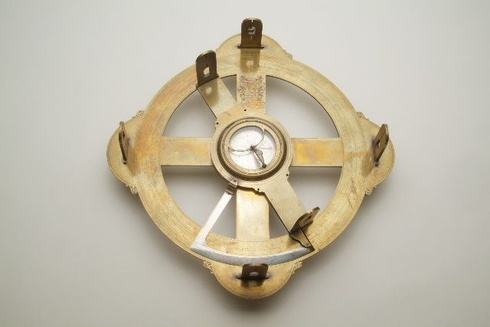
Holländischer Zirkel

Er war zweimal verheiratet. Die erste 1598 geschlossene Ehe endete mit dem Tod seiner Frau Marytge Louris 1603. Vier Jahre später heiratete er erneut (Josina Sadelaer, geboren 1583 aus einer gut situierten Graveursfamilie in Gent). Der Sohn Johannes Dou (1615–1682) war ebenfalls Landvermesser als Nachfolger seines Vaters und außerdem Notar in Leiden.

## Schriften
- Tractaet van ’t maken ende gebruycken eens nieuw geordonneerden mathematisch Instrument. Amsterdam 1612, 1620 (Holländischer Zirkel)
- Den Hutspot der geometrya. 1592
- mit Jan van Hout, Simon Fz. van Merwen, Ludolph van Ceulen, Math. Minten: Corte onderrichtinge dienende tot het maecken van de reductien van de jaercustingen tot gereede penningen. Leiden 1599, Nachdruck Haarlem 1879 (darin wird  nach dem Vorbild von Simon Stevin auch die Rechnung mit Dezimalzahlen benutzt)
- mit Johan Sems: Practijck des Lantmetens. Leiden 1600, Nachdruck Amsterdam 1612 (und 1620)
- De ses eerste boucken Euclidis van de beginselen ende fondamenten der geometrie. Leiden 1606 (und Amsterdam 1626, 1701 und durch Hendrik Coets 1702, Rotterdam 1632, 1647, 1681)
- Tractaet der roeden en landmaten. 1629 (Traktat von Maßstäben und Land-Maßen)